# 桑原真夫
桑原 真夫（くわばら まさお、1947年3月 - ）は、日本の詩人、スペイン・ガリシア文学研究者、翻訳家。本名・中西 省三。
所属は日本イスパニア学会、スペイン史学会、日本観光研究学会、京都セルバンテス懇話会。

## 略歴
広島県福山市鞆の浦生まれ。広島大学附属福山高等学校、北海道大学経済学部卒。三井銀行に入行後、ブリュッセル、マドリッド、ロンドン等ヨーロッパに約14年駐在。のち赤福相談役。

## 著書
- 『スペインの素顔』（中西省三共著、河出書房新社） 1992
- 『おもかげ 詩集』（編著、土曜美術社出版販売） 1996
- 『ロサリア・デ・カストロという詩人』（沖積舎） 1999
- 『スペインとは?』（沖積舎） 2009

### 共編
- 『それぞれのスペイン 1941から半世紀』（川成洋, 中西省三編、山手書房新社） 1991
- 『図説・スペインの歴史』（川成洋, 中西省三編、宮本雅弘写真、河出書房新社） 1992.6
- 『スペインのガリシアを知るための50章』（坂東省次, 浅香武和共編著、明石書店、エリア・スタディーズ） 2011
- 『スペイン王権史』（川成洋, 坂東省次共著、中公選書） 2013

## 翻訳
- 『我が母へ』（ロサリア・デ・カストロ、訳編、沖積舎） 2006
- 『ガリシアの歌』（ロサリア・デ・カストロ、編訳、行路社） 2009 - 2011
- 『ルース・ポソ・ガルサ詩集』（ルース・ポソ・ガルサ、編訳、土曜美術社出版販売、新・世界現代詩文庫） 2012